# Casa Senyorial de Murmuiza
La Casa Senyorial de Mūrmuiža (en letó: Mūrmuižas kungu māja) és una mansió a la regió històrica de Vidzeme, al municipi de Beverīna del nord de Letònia.

## Història
La Casa Senyorial de Mūrmuiža va ser construïda en el segle xix. Durant la dècada de 1930 la finca allotja un campus de la Universitat Popular de Letònia (Latvijas Tautas universitātes Mūrmuižas nodaļa) sota el lideratge de Zenta Mauriņa . Des de 1988 ha allotjat la Universitat Popular de Mūrmuiža.